# 61. п. н. е.

## Догађаји
- 29. септембар - трећи тријумф Помпеја Великог